# Orden für Verdienste um die Volkswirtschaft (Frankreich)
Der Orden für Verdienste um die Volkswirtschaft (fr. Ordre de l’Économie nationale) ist ein ehemaliger französischer Verdienstorden, der 1954 geschaffen und bis zur Stiftung des Nationalverdienstordens (fr. Ordre national du Mérite) 1963 verliehen wurde.   

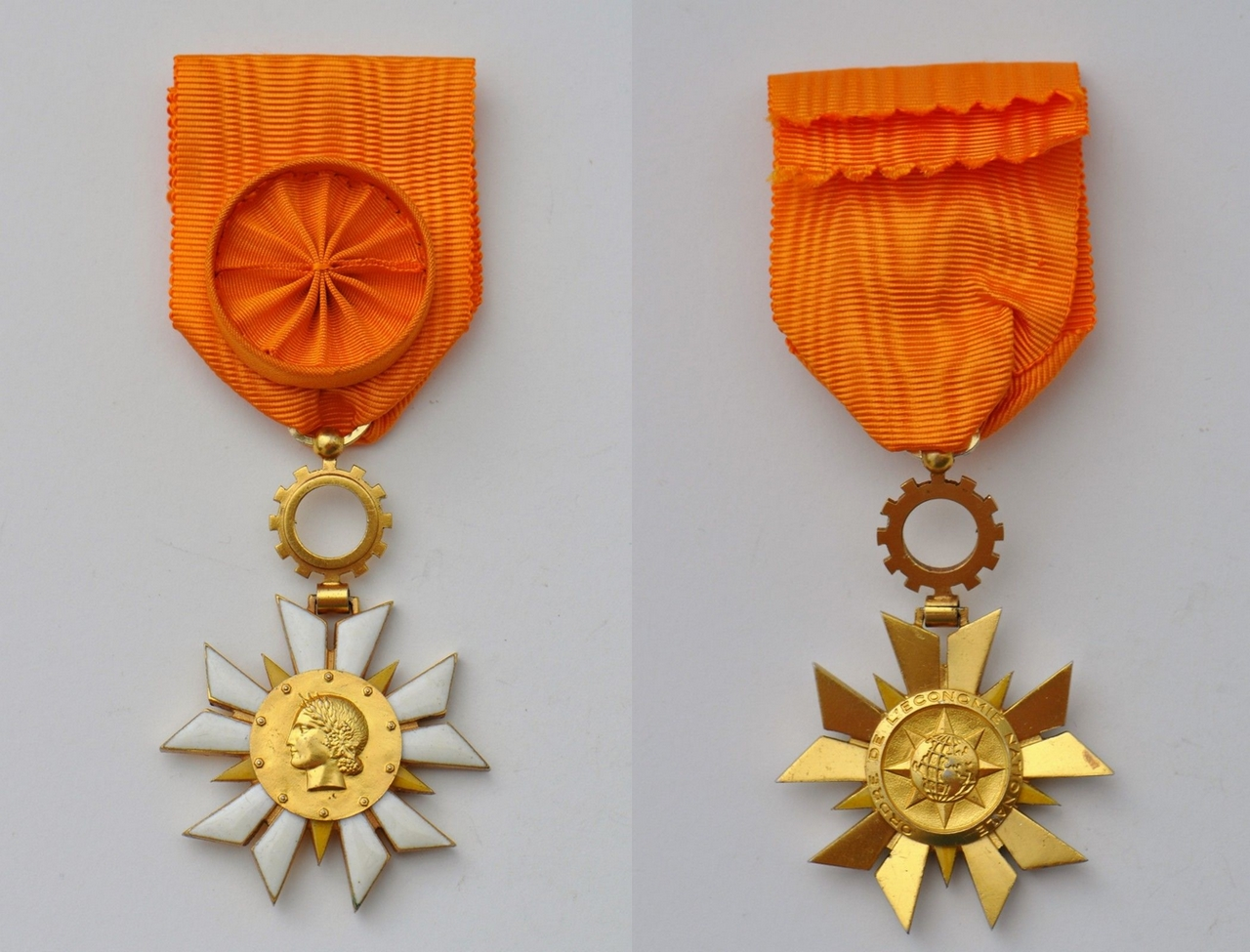
Offizierskreuz, Vorder- und Rückseite

## Geschichte
Der Orden für Verdienste um die Volkswirtschaft wurde am 6. Januar 1954 per Dekret durch den französischen Staatspräsidenten Vincent Auriol gestiftet und war zur Belohnung von Personen gedacht, die sich auf den verschiedenen Gebieten der Wirtschaft, der wirtschaftlichen Zusammenarbeit und der Produktion um die Französische Republik verdient gemacht hatten. Die Verleihung der Auszeichnung erfolgte auf Vorschlag des Wirtschaftsministers. Die Verleihung des Ordens für Verdienste um die Volkswirtschaft wurde 1963 im Zuge der Reorganisation des französischen Ordenswesens und der Stiftung des Nationalverdienstordens eingestellt.

## Klassen
Der Orden besteht aus drei Klassen und die Zahl der jährlichen Verleihungen war reglementiert.
- Kommandeur (16 Verleihungen)
- Offizier (30 Verleihungen)
- Ritter (150 Verleihungen)

Um mit dem Orden ausgezeichnet zu werden, musste man das 35. Lebensjahr vollendet und bereits seit zwölf Jahren auf dem Gebiet tätig gewesen sein. Die Verleihung des Offizierkreuzes konnte frühestens fünf Jahren nach der Ernennung zum Ritter, die des Kommandeurkreuzes frühestens nach weiteren fünf Jahren erfolgen.

## Ordensdekoration
Das Ordenszeichen ist ein weiß emailliertes fünfarmiges Kreuz, dessen Kreuzarme mittig durch einen Spalt getrennt sind. In den Kreuzwinkeln jeweils eine kleine gelb emaillierte Spitze. Im Medaillon ist die nach rechts gewendete allegorische Darstellung der Wirtschaft mit einem Kranz aus Getreide in den Haaren zu sehen. Umlaufend zehn Bolzen. Auf der Rückseite ist das Kreuz ohne Emaille und zeigt im Medaillon einen achtstrahligen Stern, auf dem die Weltkugel aufliegt. Umlaufend ist im Reif die Inschrift  ORDRE DE L’ECONOMIE NATIONALE  (Orden der Volkswirtschaft) eingraviert.
Zwischen Ordenszeichen und Tragering ist ein Zahnrad angebracht.

## Trageweise
Getragen wird das Kommandeurkreuz als Halsorden. Die Ordenszeichen der Offiziere und Ritter am Band auf der linken Brustseite, wobei auf dem Band des Offizierskreuzes noch eine Rosette angebracht ist.
Das Ordensband ist safrangelb.

Bandschnallen des Ordens für Verdienste um die Volkswirtschaft
Kommandeur
Offizier
Ritter